# Изпреварването
„Изпреварването“ (на италиански: Il Sorpasso) е италианска комедия от 1962 година на режисьора Дино Ризи с участието на Виторио Гасман, Жан-Луи Трентинян и Катрин Спаак.

## Сюжет
Роберто е студент и трябва да се подготви за изпит, но съвсем случайно и против волята му той се оказва спътник на ексцентричния плейбой Бруно Кортона. Новото познанство на срамежливия и трудолюбив Роберто е с неговата пълна противоположност – мрачният, импулсивен и егоистичен Бруно. По прищявка на Бруно двамата тръгват на странно пътуване през Рим и Тоскана от една случайна среща в друга, посещавайки семействата си. Пътуването продължава само два дни, но през това време Роберто преосмисля някои моменти от живота си и изведнъж осъзнава, че животът на Бруно не е толкова безгрижен, колкото се опитва да покаже. В неочакван финал колата на Бруно прави фатално изпреварване с висока скорост и излита от пътя. Бруно остава жив, но Роберто умира.

## В ролите
| Изпълнител        | Роля            |
| ----------------- | --------------- |
| Виторио Гасман    | Бруно Кортона   |
| Жан-Луи Трентинян | Роберто Мариани |
| Катрин Спаак      | Лили Кортона    |
| Лучана Анджолило  | Жената на Бруно |
| Клаудио Гора      | Биби            |
| Линда Сини        | Леля Лидия      |
| Нандо Анджелини   | Амедео          |

## Награди и номинации
- 1963 - Награда „Давид на Донатело“ за най-добър актьор - Виторио Гасман
- 1963 - Награда „Сребърна лента“ за най-добър актьор - Виторио Гасман
- 1963 - Награда на филмовия фестивал в Мар дел Плата за най-добър режисьор - Дино Ризи